# Morti nel 1136
| Questa pagina contiene informazioni ricavate automaticamente dalle voci biografiche con l'ausilio del template Bio e di un bot. L'aggiornamento è periodico e automatico e ricostruisce completamente la pagina. Se manca una persona in questa lista, sei pregato di non aggiungerla, ma accertati piuttosto che la sua voce biografica contenga il template Bio e che i dati anagrafici siano correttamente compilati. Se il template Bio manca, inseriscilo tu stesso o, in alternativa, metti l'avviso {{tmp\|Bio}} che ne segnala la mancanza. Se i dati riportati sono sbagliati, correggi direttamente la voce biografica; le modifiche saranno visibili in questa lista entro pochi giorni. Per chiarimenti vedi il progetto biografie. La lista contiene solo le 14 persone che sono citate nell'enciclopedia e per le quali è stato implementato correttamente il template Bio. Pagina aggiornata al 13 gen 2025. |

- 11 gennaio - Bar Sawma, vescovo cristiano orientale siro
- 25 gennaio - Guglielmo VI d'Alvernia, conte
- 21 aprile - Stefano I di Penthièvre, nobile francese
- 27 luglio - Guigo I, monaco cristiano e teologo francese (n. 1083)
- 14 agosto - Anselmo V Pusterla, arcivescovo cattolico italiano
- 15 novembre - Leopoldo III di Babenberg, nobile e santo austriaco
- 21 novembre - William de Corbeil, arcivescovo cattolico normanno
- Alessandro Telesino, abate italiano
- Corrado II di Lussemburgo, nobile (n. 1106)
- Folco I d'Este, nobile italiano (n. 1070)
- Gwenllian, nobile gallese
- Harald IV di Norvegia, re norvegese (n. 1103)
- Abraham bar Hiyya, filosofo, astronomo e matematico spagnolo (n. 1070)
- Hugues de Payns, cavaliere medievale francese